# Herdefisk
Herdefisk (Nomeus gronovii) är en fiskart som först beskrevs av Gmelin, 1789.  Herdefisk ingår i släktet Nomeus och familjen Nomeidae. Inga underarter finns listade i Catalogue of Life.

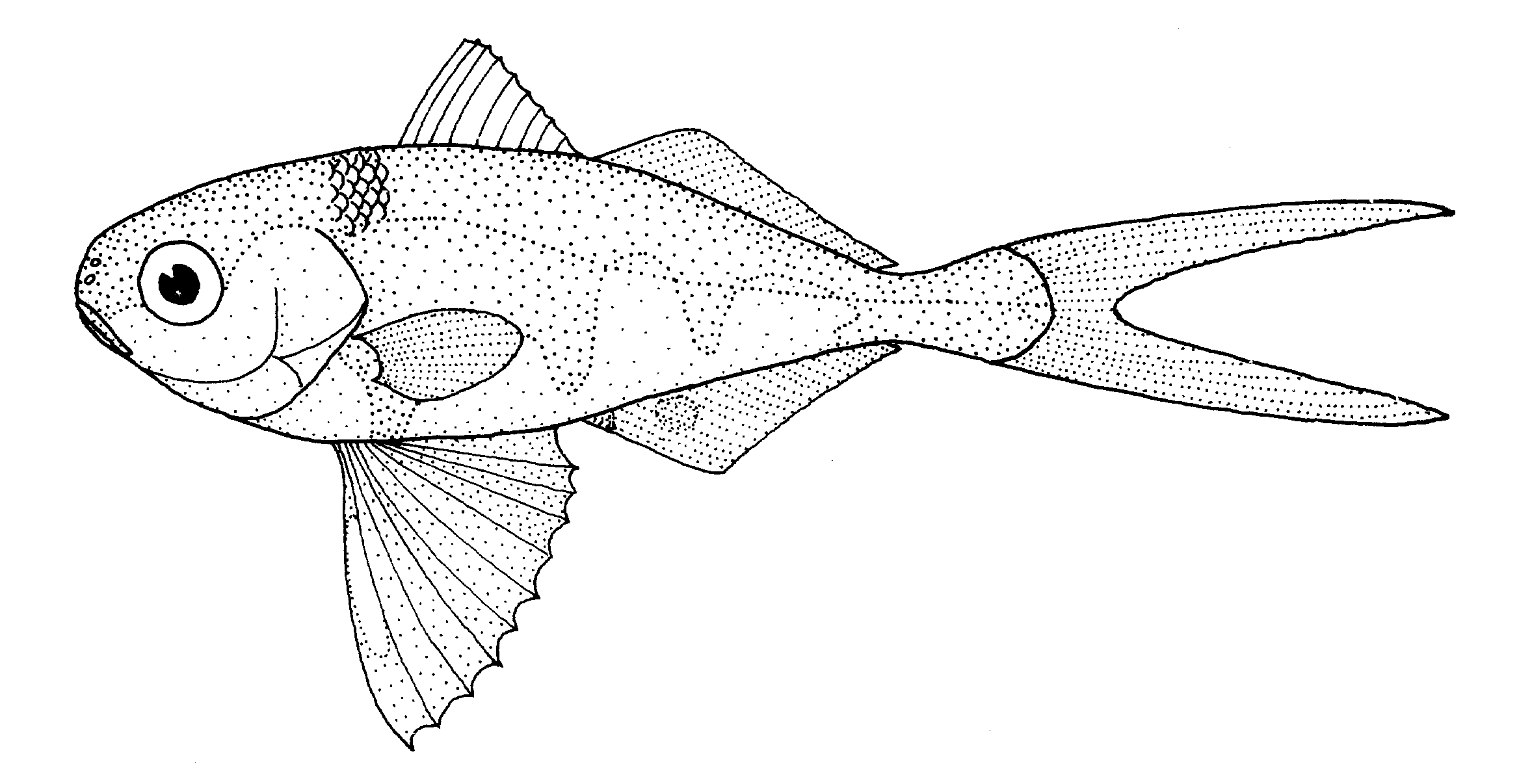
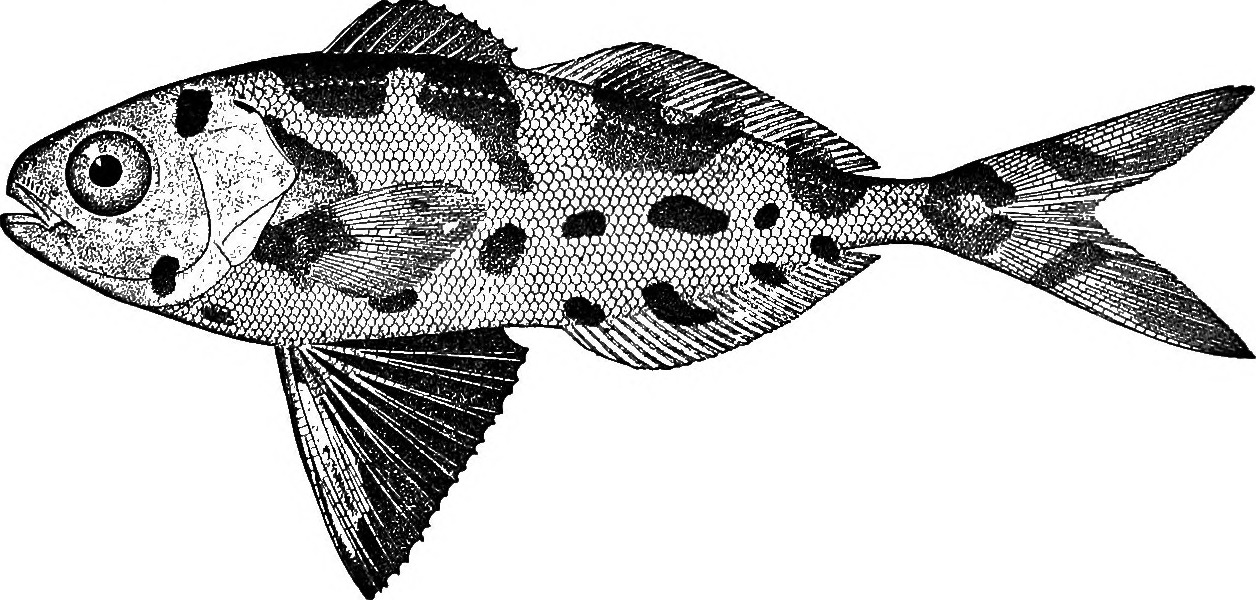